# ويلينغتون ماتشادو موريرا
ويلينغتون ماتشادو موريرا المعروف بلقب ويلينغتون (ولد في 25 مايو 1999 في بيلوتاس، البرازيل) لاعب كرة قدم برازيلي يجيد اللعب في مركز الجناح الأيمن وأيضا الجناح الأيسر. لعب لصالح الأهلي في الدوري البحريني الممتاز منذ 2023. ويلعب حاليًا لصالح نادي الرفاع.

## المسيرة الرياضية

### الأندية
في 23 سبتمبر 2023 انتقل ويلينغتون من هيرسيليو لوز إلى الأهلي البحريني في صفقة انتقال حر.

## الألقاب والإنجازات
- الأهلي
  - كأس ملك البحرين (1): 2024[3]